# Laura Schettino

Laura Schettino (Napoli, 2 maggio 1978) è un'attrice italiana.

## Biografia
Nasce a Napoli da Ferdinando e Anna Procida. Ha un figlio, Francesco nato nel 2016 dal matrimonio con Fabrizio D'Orazio. 
Attrice di formazione teatrale, diplomata presso il "Centro internazionale la Cometa" di Roma, dopo i primi anni di impegno teatrale, ha poi parallelamente intrapreso la carriera cinematografica.

## Filmografia

### Cinema
- Nottetempo, regia di Francesco Prisco (2013)
- Un fantastico via vai, regia di Leonardo Pieraccioni (2013)
- A Napoli non piove mai, regia di Sergio Assisi (2014)
- Tutta un'altra vita, regia di Alessandro Pondi (2018)

### Televisione
- Il Restauratore 2, serie tv, un episodio, regia di Enrico Oldoini (2014)
- The New Pope, regia di Paolo Sorrentino (2019)

### Cortometraggi
- Per Elisa, regia di Chiara Minopoli (2009)
- Tango siciliano, regia di Deniz Yuzuak (2011)
- Akiko, regia di Dominik Calzone (2011)
- Mi ascolti?, regia di Chiara Minopoli (2011)
- Due, regia di Peter Vadocz[2] (2011)
- Sono qui[3], regia di Peter Vadocz (2011)
- Anir, regia di Giuseppe Salerno (2011)
- Missing Person, regia di Michael S. U. Hudson[4] (2011)
- Variety, regia di Slavena Iliycheva (2011)
- Mon Coeur - regia di Mon Ross (2011)
- Il più bel giorno della mia vita[5], regia Dino Santoro[6] (2012)
- Apnoea, regia di G. Salerno e N. Garau (2012)
- Yesterday's swell, regia di Michael S. U. Hudson (2012)
- L'ultima partenza[7], regia di Chiara Minopoli[8] (2013)
- Silenzioso Canto[9], regia di Luigi Iorio[10] (2013)
- Contro la comunicazione, regia di S. Carderi - E. Venturi (2013)

### Teatro
- Birds, regia di Giles Smith (2007, nell’ambito della “Estate Romana”)
- Le muse orfane, testi di Michel Marc Bouchard, regia di Paolo Zuccari[11] (2007, Teatro Cometa Off[12] di Roma)
- Sapere di Non Saper Fingere, testi Samuel Beckett, regia di Pierpaolo Sepe (2007, Teatro Cometa Off di Roma)
- Soul 3, Regia e testi di Alessandro Fea (2008, presso “La Città si Nota” di Parma)
- Il piacere e il dolore, testi di Chantal Bilodeau[13], regia Lucilla Mininno[14] (2008, Teatro Lo Spazio[15] di Roma)
- Lena, regia e testi di Alessandro Fea (2008, Teatro Belli[16] di Roma)
- Il cerchio, regia e testi di Alessandro Fea (2008, Teatro Politecnico[17] di Roma)
- Io ti uccido, regia di Reza Keradman e Andrea Baracco (2008, Sala Uno Teatro di Roma[18])
- Re di cuori, testi di Aleksandr Sergeevič Puškin, regia Hossein Taheri (2008, Museo Pietro Canonica a Villa Borghese in Roma)
- 7 Sogni, regia e testi di Alessandro Fea (2009, presso Teatro Colosseo di Roma)
- Oblioterati, testi di Matteo Trevisani[19], regia Maria D’Arienzo[20] (2010, teatro sull’autobus in Roma)
- Sull'onda della gioia, regia di Ugo De Vita, testi Paola Lucarini[21] (2015)
- Una piccola bugiarda e il coccodrillo, regia di Elda Grossi e Linda Fratini (2019, presso spazio Wegil[22]di Roma)
- Il Mostro, regia di Martin Loberto[23], testi di Luca Buongiorno[24] (2019, presso teatro Spazio Diamante[25] di Roma)

## Riconoscimenti
Vincitrice del "Premio Troisi2013" categoria New Generation, ha poi vinto il concorso "Nove giorni di grandi interpretazioni" organizzato presso il Festival Internazionale del film di Roma 2013 da RbCasting e da Il Gioco del Lotto.
Le due edizioni precedenti del medesimo concorso l'hanno vista finalista.
Ha ricevuto invece nell’anno 2015:
- Menzione speciale Migliore Interpretazione Femminile per "L'ULTIMA PARTENZA" regia Chiara Minopoli nell’ambito del Videomaker Film Festival[30] Presidente di giuria: Stefano Incerti
- Menzione speciale Migliore Attrice per "L'ULTIMA PARTENZA" regia Chiara Minopoli Presidente di giuria: Ernesto Mahieux nell’ambito del CortoDino[31]- Premio Internazionale del cortometraggio Dino De Laurentiis
- Premio Migliore Attrice non protagonista per "SILENZIOSO CANTO" regia Luigi Iorio nell’ambito di G Awards, Festival Internazionale del cortometraggio.
- Candidatura al miglior cast corale per "L'ULTIMA PARTENZA" regia Chiara Minopoli nell’ambito del Los Angeles Independent Festival Awards[32]
- Premio della Giuria Popolare per "Il Mostro" nell'ambito del Festival inDivenire 2018.